# خربه الحمام
خربه الحمام (به عربی: خربة الحمام) یک روستا در سوریه است که در استان حمص واقع شده‌است. خربه الحمام ۴٬۸۱۷ نفر جمعیت دارد.